# Europe du Sud-Ouest

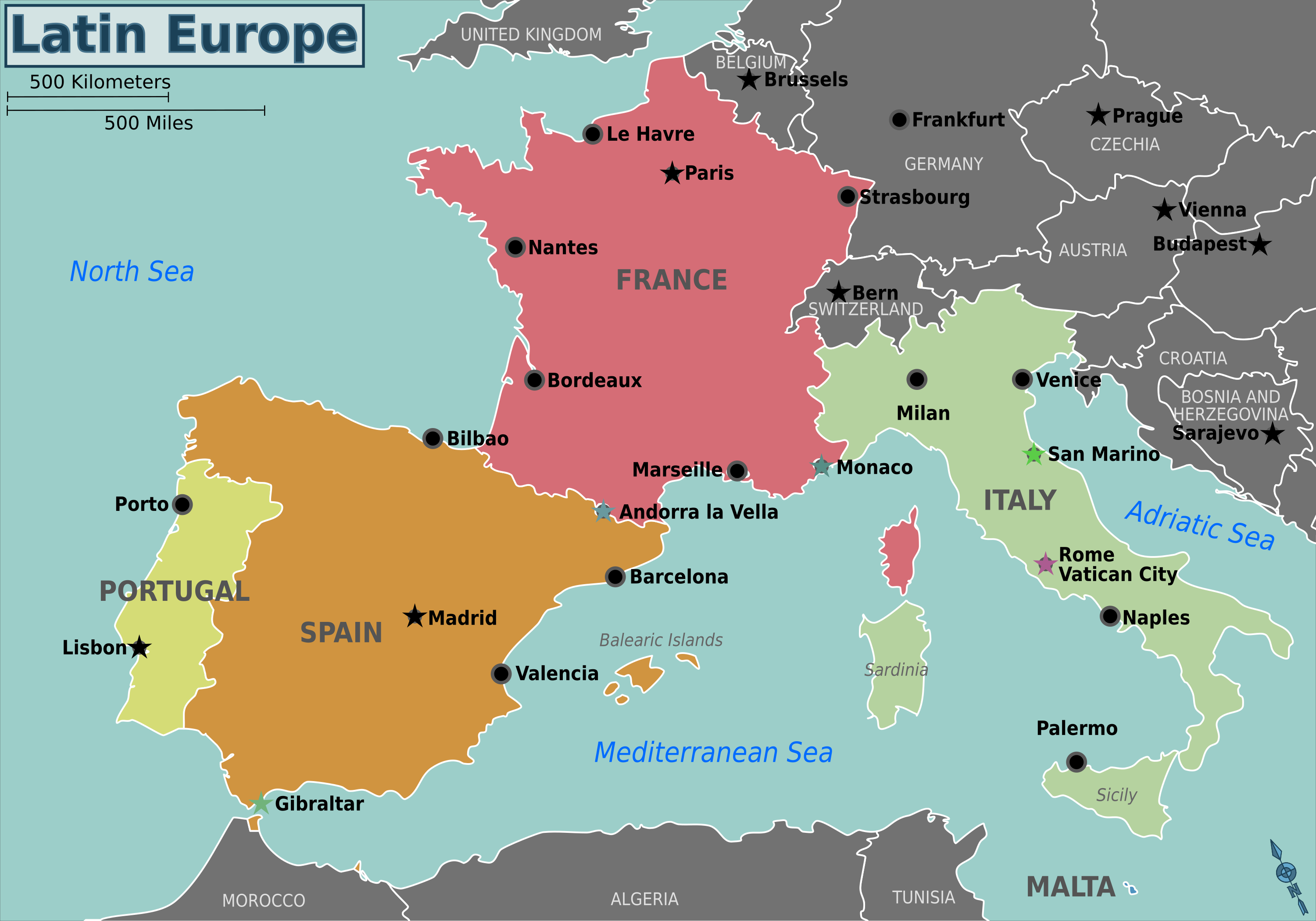
L'Europe latine, parfois assimilée à l'Europe du Sud-Ouest.

L'Europe du Sud-Ouest est située entre l'océan Atlantique Nord et la mer Méditerranée, eux-mêmes reliés directement par le détroit de Gibraltar localisé à l'ultime extrémité Sud-Ouest de l'Europe continentale. 
L'Europe du Sud-Ouest comprend :
- la péninsule Ibérique (Espagne, Portugal, Gibraltar), principalement au sud de la chaîne des Pyrénées que parcourt la frontière franco-espagnole ;
- Andorre (principauté d'Andorre, État souverain) dans les Pyrénées ;
- le Sud ou Midi de la France (Sud-Ouest, Provence, etc.), principalement au nord des Pyrénées, ainsi que la principauté de Monaco.

## Critères géographiques

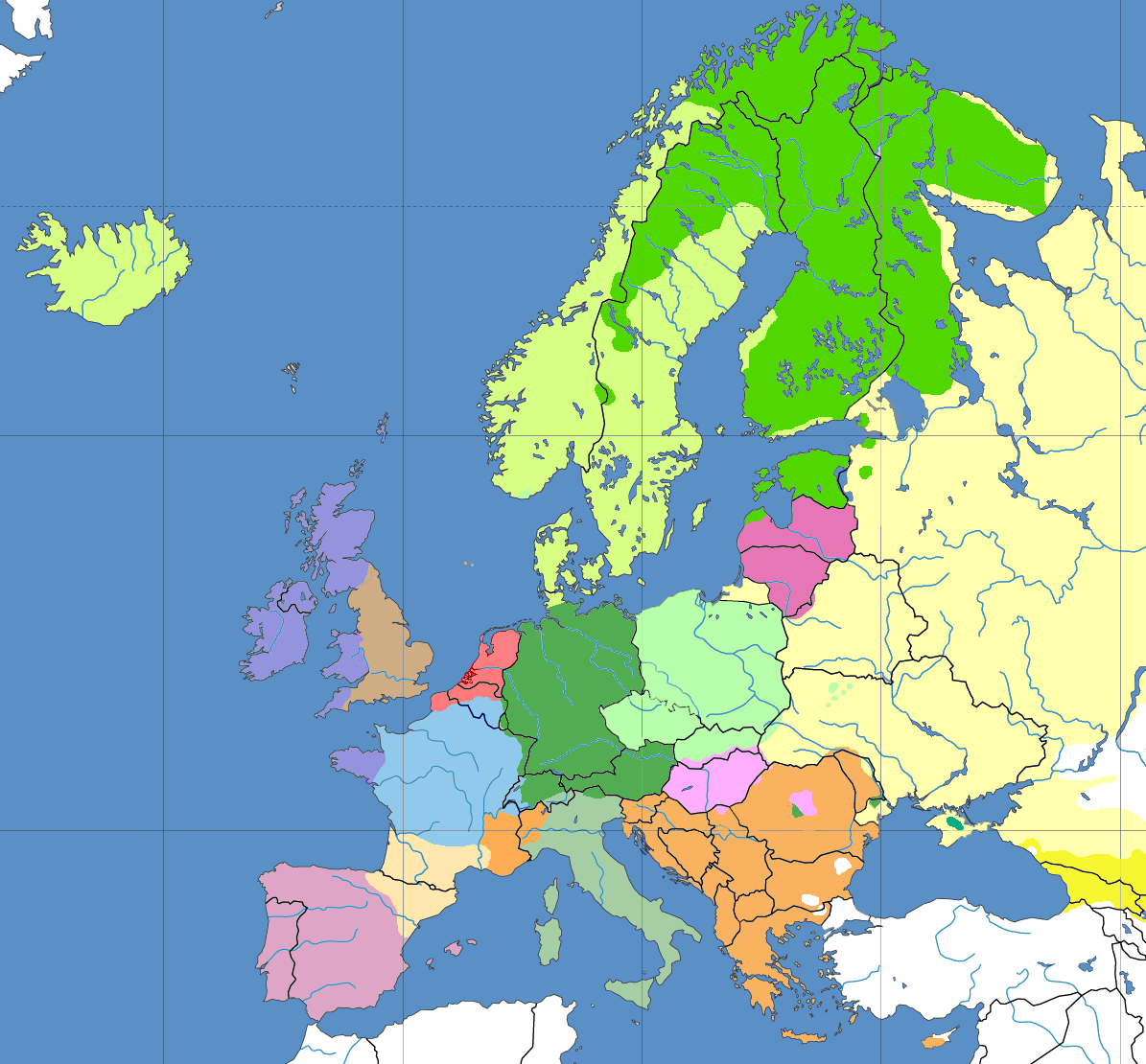
Aires culturelles en Europe (Encyclopedia Britannica, 2009)

L'entité Europe du Sud-Ouest peut être comprise, au sens le plus restreint, comme la péninsule Ibérique jusqu'aux Pyrénées (Andorre, Espagne, Portugal et Gibraltar), aussi vue comme partie (ouest) de l'Europe du Sud. 
Le Midi de la France situé à l'ouest du Rhône (dans les régions françaises actuelles (Nouvelle-Aquitaine et Occitanie) a sa place en Europe du Sud-Ouest par sa façade maritime à la fois atlantique, à l'ouest, et méditerranéenne, au sud-est. Ces deux régions couvrent de plus l'essentiel du versant nord (français) des Pyrénées, chaîne de montagne qui a été un trait d'union entre ses versants, avec un rôle de refuge pour les populations qui l'habitaient au Moyen Âge et dans l'Antiquité, et une forme d'aire culturelle y compris le piémont pyrénéen.
Le Midi de la France (régions françaises Auvergne-Rhône-Alpes en partie et Provence-Alpes-Côte d'Azur), par ailleurs associées au Bassin méditerranéen ou à l'Europe du Sud, ont aussi été liées sur des critères géographiques ou culturels.
La plus grande partie de l'Europe du Sud-Ouest est soumise à un climat tempéré : climat océanique à l'ouest, climat méditerranéen à l'est. La chaine de montagne des Pyrénées a un climat montagnard, plus ou moins influencé à ses deux extrémités par les climats précités.
À cheval sur la frontière franco-espagnole des Pyrénées, se trouvent : à l'est, proches de la mer Méditerranée, les pays catalans qui comprennent le département français des Pyrénées-Orientales en France et la Catalogne en Espagne ; à l'ouest, proches de l'océan Atlantique, le Pays basque français et le Pays basque (communauté autonome) en Espagne.
L'Europe du Sud-Ouest, comme le continent européen, a sa largeur minimale (isthme europyrénéen) dans le piémont pyrénéen nord. Depuis l'Antiquité au moins, a existé une voie terrestre de liaison, la Via Aquitania (axe Aude-Garonne) entre Narbonne et Bordeaux, via Toulouse, reliant Atlantique et Méditerranée. Autre voie romaine, la Voie Domitienne (Via Domitia) reliant la péninsule Ibérique à la Gaule narbonnaise (et au-delà l'Italie) en traversant les Pyrénées à l'est.

## Domaines linguistiques
La conquête des territoires de l'Europe du Sud-Ouest, par les légions de la Rome antique, débuta jusqu'à deux siècles avant d'être complète au dernier siècle avant notre ère : en 50 av. n. ère (à la fin de la République romaine) pour la guerre des Gaules menée par Jules César, et en 19 av. n. ère (au début de l’Empire romain) pour la péninsule ibérique dont la conquête est achevée sous Auguste. 
Du fait de leur appartenance à l'Empire romain pendant près de cinq siècles, les habitants de l'Europe du Sud-Ouest ont fait usage du latin comme langue véhiculaire (commune), sans doute en état de diglossie. À l'époque médiévale, l'évolution progressive en dialectes et parlers locaux aboutira aux langues romanes (issues du latin) modernes, qui définissent la notion d'Europe latine dont fait partie l'Europe du Sud-Ouest : les langues officielles d'État, français, espagnol, portugais, ainsi que catalan en Andorre, gardent une parenté de leur ancêtre commun latin. 
Autour des Pyrénées particulièrement, sont aussi présentes les langues occitano-romanes régionales aragonais, catalan, dialectes gascons dont gascon béarnais, languedocien (occitan), provençal (plus à l'est), ainsi que le basque, isolat (linguistique) (distinct des langues indo-européennes) de présence très ancienne, qui a influencé le gascon.

## Cadre de l'Union européenne
L'Europe du Sud-Ouest (Sud-Ouest européen) apparait dans le programme de politique régionale européenne INTERREG II. Ce programme mobilise l'Espagne, la France, le Portugal, les régions du Sud-Ouest en France et de la péninsule ibérique.
Le programme de coopération transnationale Europe du Sud-Ouest, approuvé le 26 septembre 2007 par la Commission européenne pour la période 2007-2013, comprend l’ensemble du territoire de l'Espagne (sauf les îles Canaries) et du Portugal, les régions du Sud de la France, et Gibraltar (territoire britannique).
Les objectifs spécifiques de ce programme comprennent : « l'innovation et le soutien aux réseaux (notamment transport) ; la protection de l'environnement ; l'accès aux réseaux d’information ; le développement urbain durable ».Pablo Picasso 

## Universités et enseignement supérieur

### Instituts de géographie et revue universitaire
Quatre universités françaises de Bordeaux, Toulouse, Pau et pays de l'Adour (UPPA), Perpignan (UPVD), plus précisément leurs Instituts de Géographie respectifs,, éditent la revue de géographie régionale : Sud-Ouest européen qui a succédé en 1998 à la Revue de Géographie des Pyrénées et du Sud-Ouest paraissant depuis les années 30.

### Université franco-espagnole
L'Université franco‐espagnole (UFE) est plutôt une entité virtuelle, un réseau d'universités ouvert aux établissements d'enseignement supérieur français et espagnols, dans la logique de l'Université franco-allemande fondée, elle, en 1997. 
Le protocole de création de l'UFE a été signé à Madrid le 20 novembre 2015. L'Université de Pau et des pays de l'Adour (UPPA) fait partie des établissements français à l'initiative de la création de l'Université Franco-Espagnole (UFE).